# ريك شو (مقدم برامج إذاعية)
ريك شو (بالإنجليزية: Rick Shaw)‏ هو مقدم برامج إذاعية أمريكي، ولد في 24 أكتوبر 1938 في سانت لويس الشرقية ‏ في الولايات المتحدة، وتوفي في 22 سبتمبر 2017 في كوبر سيتي في الولايات المتحدة.